# Palo Solo
Palo Solo es una localidad uruguaya del departamento de Soriano.

## Ubicación
La localidad se encuentra situada en la zona sur del departamento de Soriano, junto al límite con el departamento de Colonia, en la intersección de las rutas 96 y 12.

## Generalidades
Fue fundado en el año 1946. La comunidad cuenta con la escuela primaria n.º 13, una iglesia, y un destacamento policial.

## Población
Según el censo de 2011 la localidad contaba con una población de 170 habitantes.
| 55            | 56 | 175 | 183 | 211 | 170 |
| (Fuente: INE) |    |     |     |     |     |